# Janine Pommy Vega
Janine Pommy Vega (Jersey City, 5 de febrero de 1942 - Woodstock, 23 de diciembre de 2010) fue una poetisa estadounidense asociada con la Generación beat.

## Biografía
Nació en Jersey City (estado de Nueva Jersey, a unos 10 km de la ciudad de Nueva York) con el nombre Janine Pommy,
hija de Joseph Pommy e Irene Telkowski. Su hermano se llamaba Bill Pommy.
Creció en Union City (Nueva Jersey). Su padre trabajaba como lechero en las mañanas y como carpintero en las tardes. En 1958, leyó En el camino (1957), el impactante libro de Jack Kerouac (1922-1969).
Más tarde confesaría: «Todos los personajes parecían moverse con una intensidad que a mi vida le faltaba».
Mientras todavía estaba en la escuela secundaria, ella y su amiga Barbara leyeron un artículo de la revista Time que mencionaba el bar donde se reunían los escritores beat:

Mencionaba el Cedar Tavern, en Nueva York. Barbara aceptó ir conmigo y ver qué pasaba. Fuera del ba de University Place, estábamos nerviosas. Las dos teníamos 16 años; ¿cómo íbamos a encajar? Tratamos de mirar de la manera lo más indiferente posible, mientras atravesamos la multitud de personas y nos sentamos en el fondo del bar.
It mentioned the Cedar Tavern in New York City. Barbara agreed to go with me and check it out. Outside the bar on University Place, we were nervous. We were both sixteen; would we get in? We tried to look as nonchalant as possible as we cut through the crowd of people and sat at the back.
Janine Pommy Vega

Se sentaron frente a «un hombre de cabello oscuro, que bebía vino en una mesa llena de migas», que se presentó como Gregory Corso (1928). Con familiaridad, el poeta nombró a «Jack», «Allen» y «Peter» ―tres nombres que las adolescentes reconocieron―. Invitó a las jóvenes a conocer a sus amigos en un apartamento en el Lower East Side. Allí Janine Pommy conoció a Peter Orlovsky (25), quien le leyó su «First Poem» (‘primer poema’), y después salió para encontrarse con Allen Ginsberg (32). Arreglaron para encontrarse el domingo siguiente.
El siguiente domingo, cuando ella y Barbara llegaron al apartamento, las recibió Gregory Corso. Cuando llegaron Peter Orlovsky con Allen Ginsberg, Gregory Corso se fue con Barbara. Después de las presentaciones, Ginsberg también se fue, para dejar que Orlovsky y Pommy tuvieran relaciones sexuales. Pocos días después, Orlovsky y Ginsberg partieron hacia California.
En 1960, el mismo día en que egresó de la escuela secundaria (high school) con las mejores notas, le anunció a su madre: «Me voy a vivir a Greenwich Village con Allen Ginsberg y Peter Orlovsky».
La pareja había regresado de California y estaban viviendo en un apartamento en Manhattan. El bisexual Orlovsky disfrutó de una relación paralela con ella y con Ginsberg. «Hacíamos malabares acerca de quién se acostaba con quién. Entre la camita individual y la cama matrimonial, siempre había alguien que dormía solo, y nunca era Peter».
En 1961, Allen Ginsberg la mencionó en su texto Dream Record, March 23, 1961
como la «rubia de rostro pálido con chaqueta negra».
En diciembre de 1962, Janine Pommy se casó con el pintor peruano Fernando Vega (30), que vivía en París.

## Carrera
En diciembre de 1962, Janine Pommy conoció al pintor peruano Fernando Vega, con quien se casó en Jerusalén (Israel).
Ella adoptó el apellido de su esposo. Durante un tiempo vivieron en París, donde ella trabajaba recaudando dinero con una gorra para los músicos callejeros, y también fue contratada como modelo en la École des Beaux-Arts.
Con su esposo viajaron por toda Europa. Sin embargo, en 1965, estando en la isla de Ibiza (España), Fernando Vega falleció de una sobredosis de heroína.
Janine Vega regresó a Nueva York, y finalmente se mudó a San Francisco (California). En 1968, la librería City Lights (del poeta Lawrence Ferlinghetti) publicó el primer libro de Vega, Poemas a Fernando. La publicó como el volumen 22 de la serie Poetas de Bolsillo, y fue el tercer volumen de la serie escrito por una poetisa.
Las primeras dos publicaciones habían sido True Minds (Mentes verdaderas, 1956), de Marie Ponsot, y Here and Now (Aquí y ahora, 1957), de Denise Levertov.
Entre 1971 y 1974 recorrió Colombia y Perú dando clases particulares de idioma inglés. En 1975 Vega ―de 33 años― vivió como ermitaña en un pueblo aimara de la Isla del Sol, en el lago Titicaca (Bolivia). Durante este exilio autoimpuesto escribió Journal of a Hermit (Diario de una ermitaña, 1974) y Morning Passage (El pasaje de la mañana, 1976).
Tras su retorno a Estados Unidos, Vega empezó a trabajar como maestra a través de varios programas de educación artística en escuelas y en prisiones. Como pionera del movimiento feminista en Estados Unidos, y para mejorar las condiciones de vida y las oportunidades de las mujeres en prisión, trabajó en el Prison Writing Committee (Comité de Escritura en la Prisión) del PEN Club Internacional.
Durante más de veinticinco años, fue directora de Incisions/Arts, una organización de escritores que trabajan con personas privadas de libertad, y dio clases y cursos en cárceles.
A lo largo de los años, Vega viajó ―a menudo sola― por toda América del Norte y del Sur, por toda Europa ―incluyendo Europa del Este―, y por varios países del Oriente medio. Escribió sus memorias de viaje en Tracking the Serpent: Journeys to Four Continents (Siguiendo la serpiente, viajes por cuatro continentes ―de hecho, tres continentes―). Teóricamente el libro debía ser una búsqueda de los sitios de energía matriarcal ―la búsqueda de la energía femenina (el principio shakti de la mitología hinduista)― por el Amazonas (Sudamérica), Europa y Nepal (Asia), pero terminó siendo más un libro de memorias sobre aventuras sexuales.
Su último libro de poesía fue El piano verde.
En julio de 2007 se publicó Sulle tracce del serpente,
la traducción italiana de su libro de viajes Tracking the Serpent.
En noviembre de 2007 publicó su primer CD, Across the Table (‘encima de la mesa’), que grabó en Woodstock, e incluyó actuaciones en vivo en Italia y en Bosnia.
En 2007, la editorial Bowery Books publicó Estamos aquí, su traducción al inglés de poemas en español escritos por trabajadores migrantes.
Vega realizaba actuaciones ―a veces acompañada con música y otras veces en solitario (tanto en idioma inglés como en español)―, en festivales de poesía, museos, cárceles, universidades, cafés, discotecas y campos de los trabajadores migratorios en América del Sur, América del Norte y Europa.
En sus últimos años de vida impartió cursos de Poética para el programa Bard Prison Initiative (iniciativa de la prisión de Bard).
Ella ha trabajado con programas de escritura creativa en escuelas públicas, en todos los cursos (grados) de primaria hasta secundaria.

## Vida personal
Desde 2006, Vega vivió en el pueblo de Willow (estado de Nueva York), a unos 10 km al oeste de Woodstock. Pasó los últimos once años de su vida con el poeta Andy Clausen.

## Fallecimiento
Janine Pommy Vega murió pacíficamente
de un ataque cardíaco
en su casa en Willow, el 23 de diciembre de 2010, a los 68 años.

## Obras
Janine Pommy Vega escribió un total de dieciocho libros y plaquettes desde 1968:
- 1968: Poems to Fernando. San Francisco (California): City Lights (colección Poet Pocket Series #22), Ferlinghetti (ed.), 1968.

- 1974: Journal of a Hermit. Cherry Valley (Nueva York): Cherry Valley Editions, 1974.

- 1976: Morning Passage. Nueva York: Telephone Books, 1976

- 1978: Here at the Door. Brooklyn (Nueva York): Zone Press, 1978.

- Journal of a Hermit & Under The Sky. Cherry Valley (Nueva York): Cherry Valley Editions, reimpreso con 30 páginas adicionales de texto.

- 1980: The Bard Owl. Nueva York: Kulchur Press, 128 páginas, 1980.

- 1984: Apex of The Earth's Way. Buffalo (Nueva York): White Pine Press, 1984.

- 1988: Skywriting. San Francisco (California): City Lights Books; Peters y Ferlinghetti (eds.), 1988.

- 1988: Drunk on a Glacier, Talking to Flies. Santa Fe (Nuevo México): Tooth of Time Press, 1988.

- 1991: Island of the Sun. Green River (Vermont): Longhouse, 1991.

- 1992: Threading the Maze. Old Bridge (Nueva Jersey): Cloud Mountain Press, 1992.

- 1993: Red Bracelets. Chester (Nueva York): Heaven Bone Press, 1993.

- 1995: The Road to Your House is a Mountain Road. Arcidosso (Italia): Il Bagatto, 1995.

- 1996: Knight, Brenda (1996): Women of the Beat Generation: The Writers, Artists and Muses at the Heart of a Revolution. Berkeley (California): Conari Press, 1996.

- 1997: Tracking the Serpent. San Francisco (California): City Lights Books, 1997.

- 2000: Mad Dogs of Trieste: New and Selected Poems. Santa Rosa (California): Black Sparrow Press, 272 páginas, julio de 2000.

- 2003: The Walker. Woodstock (Nueva York): Shivastan Publishing, 2003.

- 2004: Nell'era delle cavallette (In the Age of Grasshoppers traducido al italiano por Raffaella Marzano). Salerno (Italia): Casa della Poesía, 2004.

- 2005: The Green Piano. Boston: Black Sparrow Press; David R. Godine, 130 páginas; abril de 2005.

- 2007: Sulle trace del serpente (traducción al italiano de Tracking the Serpent). Roma (Italia): Nutrimenti, 2007.